# Костина, Наталья Владимировна
Наталья Владимировна Костина (в девичестве Безруких, родилась 27 апреля 1995 года) — российская регбистка, защитница команды «Красный Яр» и сборной России по регби-7. Чемпионка Европы 2014 года по регби-7. Мастер спорта России (1 ноября 2016).

## Биография
В сборную России по регби-7 попала в 2014 году, с ней участвовала на чемпионате Европы 2014 года и одержала победу. В 2016 году также участвовала в чемпионате Европы по регби-7 в Испании, где Россия заняла 3-е место. Обладательница Кубка России 2018 года. В 2019 году номинирована на приз лучшего игрока «Красного Яра».
Занимается также пляжным регби (участница сборов перед чемпионатом Европы 2019).